# La pared
Singles de Shakira
Hips Don't Lie
(2006) Illegal
(2006)
Pistes de Fijación Oral Vol. 1
En tus pupilas
(1) La tortura
(3)
La pared est le quatrième single issu de l'album Fijación Oral Vol. 1 de Shakira, sorti en Amérique latine et en Espagne au cours du dernier trimestre de 2006. 

## Clip
Le clip a été tourné au Mexique durant les deux concerts consécutifs que Shakira a donné au sein de sa tournée Oral Fixation Tour. La réalisation a été confiée à Jaume De Laiguana avec Shakira en tant que coréalisatrice.
La vidéo a été très bien accueillie dans l'émission « Los 10 más pedidos de MTV Latinoamérica » (les 10 clips les plus demandés sur la chaîne MTV Latinoamérica). En effet elle est restée classée 67 jours d'affilée dans ce Top 10 atteignant jusqu'à la deuxième place.